# Triuncina formosana
Triuncina formosana är en fjärilsart som beskrevs av Clayton Dissinger Mell 1958. Triuncina formosana ingår i släktet Triuncina och familjen silkesspinnare. Inga underarter finns listade i Catalogue of Life.